# Pristiphora coniceps
Pristiphora coniceps är en stekelart som beskrevs av Lindqvist 1955. Pristiphora coniceps ingår i släktet Pristiphora, och familjen bladsteklar. Arten är reproducerande i Sverige.